# Vinny Del Negro

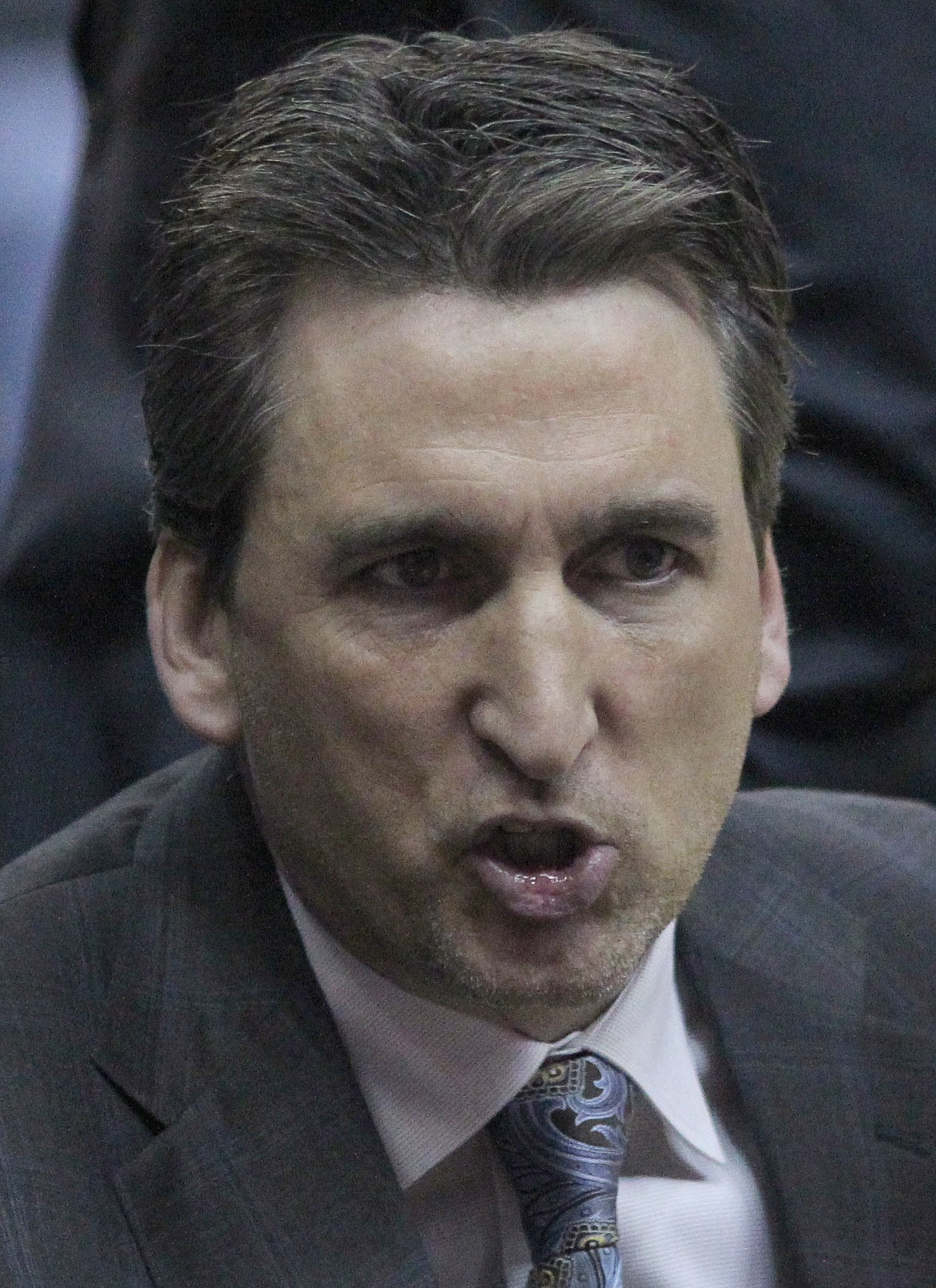
Imagem do ex-jogador de basquete Vinny Del Negro.

Vincent "Vinny" Joseph Del Negro (Springfield, 9 de agosto de 1966) é um ex-jogador americano de basquetebol e o ex-treinador do time da NBA Los Angeles Clippers.